# Список умерших в 798 году

## Сентябрь
- 13 сентября — Абу Юсуф, видный исламский законовед (факих).

## Дата смерти неизвестна или требует уточнения
- Гиспицион, епископ Каркассона (не позднее 788—798).
- Кандида из Хероны, отшельница, святая.
- Карадог ап Мейрион, король Гвинеда (754—798).
- Маредид ап Теудур, король Диведа (760—798).
- Ридерх ап Эугейн, король Алт Клуита (780—798).
- Сигерик I, король Эссекса (758—798).
- Эдвальд, король Восточной Англии (796—798).